# Torrente San Cataldo
Torrente San Cataldo este o arie protejată (arie specială de conservare — SAC, sit de importanță comunitară — SCI) din Italia întinsă pe o suprafață de 868 ha, integral pe uscat.

## Localizare
Centrul sitului Torrente San Cataldo este situat la coordonatele 37°53′55″N 15°11′17″E / 37.898611°N 15.188056°E.

## Înființare
Situl Torrente San Cataldo a fost declarat sit de importanță comunitară în septembrie 1995 pentru a proteja . Situl a fost protejat și ca arie specială de conservare în decembrie 2015.

## Biodiversitate
Situată în ecoregiunea mediteraneană, aria protejată conține 13 habitate naturale: Galerii și tufărișuri riverane sudice (Nerio-Tamaricetea și Securinegion tinctoriae), Râuri cu maluri nămoloase cu vegetație de Chenopodion rubri p.p. și Bidention p.p., Păduri de Platanus orientalis și Liquidambar orientalis (Platanion orientalis), Păduri aluvionare cu Alnus glutinosa și Fraxinus excelsior (Alno-Padion, Alnion incanae, Salicion albae), Păduri panonice-balcanice de stejar turcesc - stejar sesil, Râuri mediteraneene cu debit intermitent, cu specii de Paspalo-Agrostidion, Păduri de stejar alb estice, Grohotișuri termofile și vest-mediteraneene, Galerii de Salix alba și de Populus alba, Fânețe de joasă altitudine (Alopecurus pratensis, Sanguisorba officinalis), Pseudostepă cu ierburi și specii anuale de Thero-Brachypodietea, Tufărișuri termo-mediteraneene și de pre-deșert, Păduri de Quercus ilex și Quercus rotundifolia.
La baza desemnării sitului se află un număr nedeclarat de specii protejate:
Pe lângă speciile protejate, pe teritoriul sitului au mai fost identificate 29 de specii de plante, 2 specii de păsări, 4 specii de amfibieni, 34 de specii de nevertebrate, 8 specii de reptile.